# Casa Nova
Casa Nova è un comune del Brasile nello Stato di Bahia, parte della mesoregione di Vale São-Franciscano da Bahia e della microregione di Juazeiro.